# Bouhans-et-Feurg
Bouhans-et-Feurg è un comune francese di 279 abitanti situato nel dipartimento dell'Alta Saona nella regione della Borgogna-Franca Contea.

## Società

### Evoluzione demografica
Abitanti censiti